# Behn-Halbinsel
Die Behn-Halbinsel (in Chile Península Behn, in Argentinien Península Ballvé) ist eine nach Norden im Valdivia Point auslaufende Halbinsel an der Danco-Küste des Grahamlands auf der Antarktischen Halbinsel. Sie liegt zwischen der Graham-Passage im Westen und der Salvesen Cove in der Hughes Bay im Osten.
Chilenische Wissenschaftler benannten sie nach Francisco Behn von der Universidad de Concepción, der während der 5. Chilenischen Antarktisexpedition (1950–1951) Studien zur Fauna und Flora in diesem Gebiet durchgeführt hatte. Namensgeber der argentinischen Benennung ist Leutnant Horacio Ballvé (1873–1925), Schiffsführer der Korvette Azopardo bei deren Antarktisfahrt, der 1902 auf Observation Island die erste meteorologische Beobachtungsstation in Antarktika errichtet hatte.